# Саманта Бентлі
Саманта Макеван (англ. Samantha McEwan; нар. 8 жовтня 1987, Південний Лондон), відома як Саманта Бентлі (англ. Samantha Bentley) — англійська порноакторка, діджейка та кіноакторка.

## Життєпис
Народилася 8 жовтня 1987 року в Південному Лондоні, Англія.
Одружена. 8 січня 2019 року народила сина.

### Порноіндустрія
Розпочинала як фотомодель у 18-19 років. Її фото розмістив на своїй «третій сторінці» таблоїд The Sun. Вивчала у коледжі дизайн, паралельно танцюючи у стрип-клубах. 
Починала знімати аматорські порнофільми, у 20 років взяла псевдонім «Саманта Бі», відмовившись від першого варіанту «Pixie May».
В порноіндустрію потрапила в 22 роки через свого колишнього бойфренда. Перший порнофільм за її участю був знятий у Будапешті компанією 21Sextury за участю запрошеної чеської порноакторки.  Спочатку знімалася тільки в лесбійських сценах. Першим партнером із порнофільму став Іан Тейт. У серпні 2015 року стала «Кішечкою місяця» журналу «Penthouse».
З 2011 року знялася у 110 порнофільмах.
19 серпня 2014 року в журналі Cosmopolitan вийшла стаття про порноіндустрію, у якій на питання читачів відповідала і Саманта Бентлі. З 7 лютого 2016 року вона веде блог у газеті The Huffington Post під назвою «Women Against Feminism — A Pornstar's Point of View», в якому не раз засуджувала феміністок за засудження порнографії. В даний час співпрацює з «Jerrick Media».

### Кінематограф
Саманта Бентлі у 2014—2015 роках знялася в ролі повії у 3 епізодах телесеріалу «Гра престолів» під справжнім ім'ям та прізвищем (Саманта Макеван). Дебютувала у 4-му сезоні у сцені з Давосом Сівортом (Ліам Каннінгем), а у квітні 2015 було оголошено про зйомки Макеван у п'ятому сезоні. Також вона знялася у кліпі репера Wiz Khalifa та у фільмі «Погляд кохання».

### Музика
Саманта працює діджейкою у клубах, виступивши вперше 16 квітня 2015 року на вечірці Total Uprawr у лондонському боро Камден. Захоплюється грою на фортепіано, є дипломованою інструкторкою з йоги.

### Права тварин
13 січня 2016 року перед російським посольством Саманта Бентлі виступила із закликом до Роскосмосу не відправляти мавп на Марс у рамках майбутньої експедиції 2017 року: в рамках акції протесту організації із захисту прав тварин PETA Бентлі роздяглася, попередньо розмалювавши своє обличчя під мавпу і одягнувши розбитий космічний шолом, і лягла в калюжу бутафорської крові.

## Нагороди та номінації
| Рік  | Нагорода   | Категорія                               | Робота                     | Результат |
| ---- | ---------- | --------------------------------------- | -------------------------- | --------- |
| 2013 | AVN Awards | Найкраще лесбійське порно               | Brooklyn Lee: Nymphomaniac | Перемога  |
| 2014 | AVN Awards | Найкраща виконавиця року                |                            | Номінація |
| 2014 | XBIZ Award | Найкраща іноземна виконавиця року       |                            | Номінація |
| 2015 | AVN Awards | Найкраща сцена із закордонними акторами | Rocco's Perfect Slaves 2   | Перемога  |
| 2015 | AVN Awards | Найкраща виконавиця року                |                            | Номінація |
| 2015 | XBIZ Award | Найкраща іноземна виконавиця року       |                            | Номінація |
| 2016 | AVN Awards | Найкраща сцена із закордонними акторами | Pretty Little Playthings   | Номінація |
| 2016 | AVN Awards | Найкраща виконавиця року                |                            | Номінація |
| 2016 | XBIZ Award | Найкраща іноземна виконавиця року       |                            | Номінація |